# Béchy

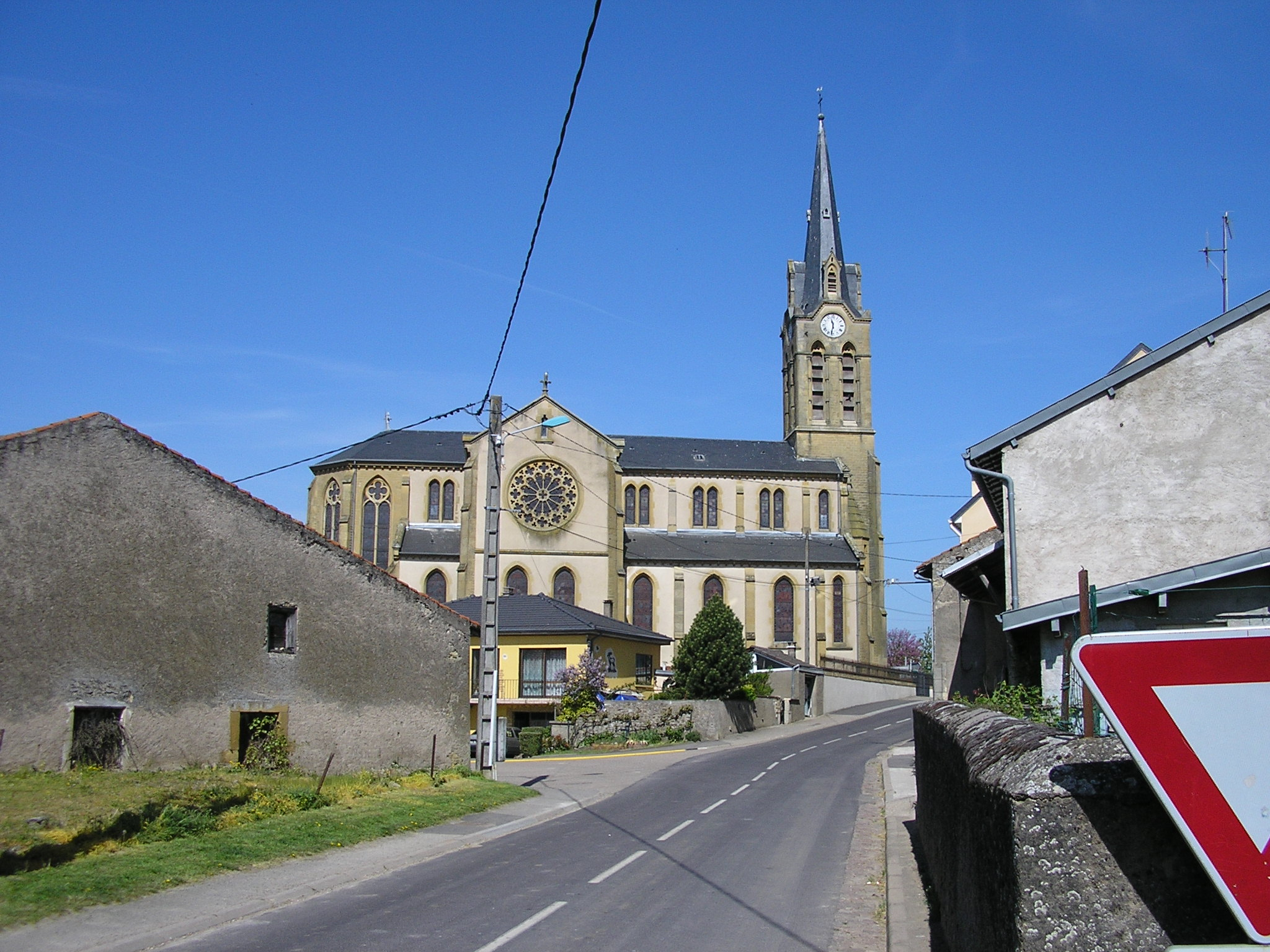
Kirche St. Jean-Baptiste

Béchy ist eine französische Gemeinde mit 614 Einwohnern (Stand 1. Januar 2022) im Département Moselle in der Region Grand Est (bis 2015 Lothringen). Sie gehört zum Arrondissement Metz.

## Geographie
Béchy liegt in Lothringen, etwa 18 Kilometer südöstlich von Metz und vier Kilometer südlich von Rémilly auf einer mittleren Höhe von 275 m. Das Gemeindegebiet umfasst 9,61 km².

## Geschichte
Das Dorf wurde 900 erstmals als Baschiacum erwähnt. Es gehörte früher zur Herrschaft Raville und dann zum Bistum Metz.
Durch den Frankfurter Frieden vom 10. Mai 1871 kam die Region an das deutsche Reichsland Elsaß-Lothringen, und das Dorf wurde dem Landkreis Metz im Bezirk Lothringen zugeordnet. Die Dorfbewohner betrieben Getreide-, Wein-, Tabak-, Obst- und Gemüsebau sowie Geflügelzucht.
Nach dem Ersten Weltkrieg musste die Region aufgrund der Bestimmungen des Versailler Vertrags 1919 an Frankreich abgetreten werden. Im Zweiten Weltkrieg war die Region von der deutschen Wehrmacht besetzt.
Von 1915 bis 1918 und von 1940 bis 1944 trug das Dorf den eingedeutschten Namen Bechingen.

## Wappen
Beschreibung: „In Silber ein blauer Balken, darüber ein roter Turnierkragen mit vier Stegen.“ Das Wappen ist dem Siegel des Ritters Ferry de Béchy aus dem Jahr 1337 entlehnt.

### Demographie
| Anzahl Einwohner seit Ende des Zweiten WeLtkriegs | Anzahl Einwohner seit Ende des Zweiten WeLtkriegs | Anzahl Einwohner seit Ende des Zweiten WeLtkriegs | Anzahl Einwohner seit Ende des Zweiten WeLtkriegs | Anzahl Einwohner seit Ende des Zweiten WeLtkriegs | Anzahl Einwohner seit Ende des Zweiten WeLtkriegs | Anzahl Einwohner seit Ende des Zweiten WeLtkriegs | Anzahl Einwohner seit Ende des Zweiten WeLtkriegs | Anzahl Einwohner seit Ende des Zweiten WeLtkriegs |      |
| ------------------------------------------------- | ------------------------------------------------- | ------------------------------------------------- | ------------------------------------------------- | ------------------------------------------------- | ------------------------------------------------- | ------------------------------------------------- | ------------------------------------------------- | ------------------------------------------------- | ---- |
| Jahr                                              | 1962                                              | 1968                                              | 1975                                              | 1982                                              | 1990                                              | 1999                                              | 2007                                              | 2013                                              | 2019 |
| Einwohner                                         | 303                                               | 275                                               | 289                                               | 415                                               | 474                                               | 523                                               | 525                                               | 505                                               | 608  |

## Persönlichkeiten
- Lucien Becker (1911–1984), Dichter